# Sjef van den Berg
Sjef Adrianus Jozef van den Berg (né le 14 avril 1995 à Heeswijk aux Pays-Bas) est un archer néerlandais. Il est deux fois médaillés aux championnats du monde de tir à l'arc, une fois en extérieur et une fois en intérieur.

## Biographie
Sjef van der Berg commence le tir à l'arc en 1999. Il participe à ses premières compétitions internationales en 2010. Son premier podium mondial est en 2013, alors qu'il remporte l'argent à l'épreuve par équipe à l'arc classique.

## Palmarès
- Jeux olympiques[4]
  - 4e à l'individuel homme aux Jeux olympiques d'été de 2016 de Rio de Janeiro.
  - 7e à l'épreuve par équipe homme aux Jeux olympiques d'été de 2016 de Rio de Janeiro (avec Mitch Dielemens et Rick van der Ven).

- Championnats du monde[4]
  -  Médaille d'argent à l'épreuve par équipe homme aux championnats du monde 2013 d'Antalya (avec Rick van den Oever et Rick van der Ven).

- Championnats du monde en salle[4]
  -  Médaille de bronze à l'épreuve par équipe homme aux championnats du monde en salle 2014 de Nîmes (avec Rick van den Oever et Rick van der Ven).
  -  Médaille d'or à l'épreuve par équipe homme aux championnats du monde en salle 2018 de Yankton (avec Steve Wijler et Rick van der Ven).
  -  Médaille d'or à l'épreuve individuelle aux championnats du monde en salle 2018 de Yankton.

- Championnats du monde en salle junior[4]
  -  Médaille d'argent à l'épreuve individuelle homme aux championnats du monde en salle junior de 2012 de Las Vegas.

- Championnats du monde junior[4]
  -  Médaille de bronze à l'épreuve par équipe homme aux championnats du monde junior de 2013 de Wuxi.

- Coupe du monde[4]
  -  Médaille de bronze à l'épreuve par équipe homme à la coupe du monde 2014 de Shanghai.
  -  Médaille d'argent à l'épreuve par équipe homme à la coupe du monde 2016 de Shanghai.
  -  Médaille d'or à l'épreuve individuelle homme à la coupe du monde 2016 de Shanghai.
  -  Deuxième à la Coupe du monde à l'individuelle homme à la coupe du monde 2016 de Odense.
  -  Médaille d'argent à l'épreuve par équipe homme à la coupe du monde 2017 de Berlin.

- Jeux européens[4]
  -  Médaille de bronze à l'épreuve par équipe homme aux Jeux européens de 2015 de Bakou.
  -  Médaille d'argent à l'épreuve individuelle homme aux Jeux européens de 2015 de Bakou.
  -  Médaille d'argent à l'épreuve par équipe homme aux Jeux européens de 2019 de Minsk.

- Championnats d'Europe[4]
  -  Médaille d'or à l'épreuve par équipe homme aux Championnats d'Europe 2012 d'Amsterdam.
  -  Médaille d'or à l'épreuve par équipe homme aux Championnats d'Europe 2021 d'Antalya (avec Steve Wijler et Rick van der Ven).

- Championnats d'Europe en salle[4]
  -  Médaille d'or à l'épreuve par équipe hommes aux championnats d'Europe en salle 2013 de Rzeszów[5].
  -  Médaille de bronze à l'épreuve individuelle hommes aux championnats d'Europe en salle 2013 de Rzeszów[5].
  -  Médaille d'or à l'épreuve par équipe hommes aux championnats d'Europe en salle 2015 de Koper.